# Костёл Святого Николая (Княжицы)
Костёл Святого Николая — католический храм в агрогородке Княжицы Могилевского района. Памятник архитектуры в стиле виленского барокко . Каменный костел построен в 1750-1791 года и первоначально была освящена в честь св. Антония Падуанского .
Входит в Список историко-культурного наследия Беларуси под кодом 512G000493, вторая категория.

## История

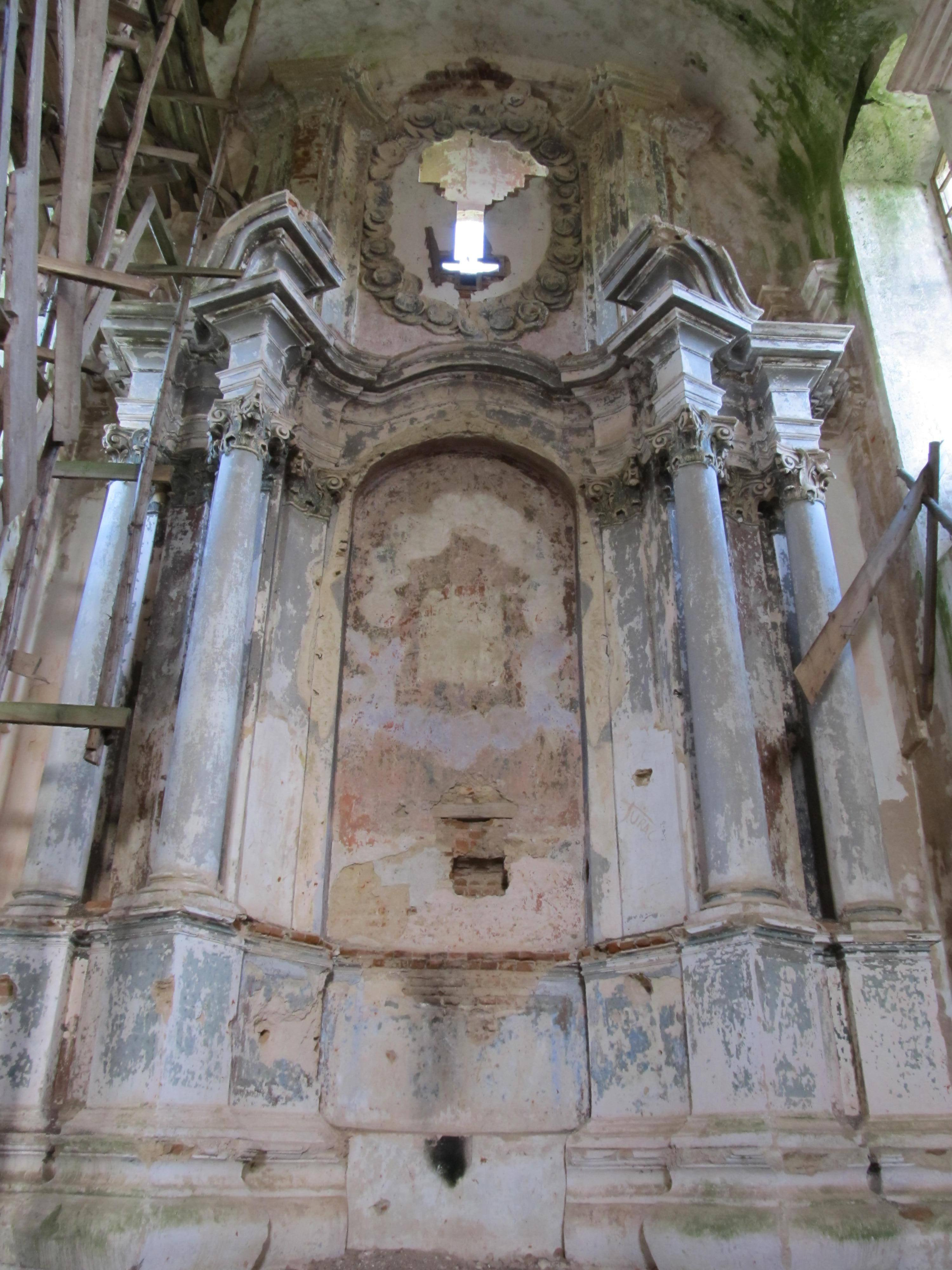
Главный алтарь

В 1681 году тогдашний владелец Княжицей, хорунжий надворный литовский Константин Владислав Пац, основал в селений деревянный доминиканский монастырь и передал в дар монахам 18 000 злотых. Благодаря щедрым пожертвованиям наследников ( Кшиштоф Константин Пац потратил 15 000 злотых в 1724 г., Антоний Михаил Пац — 2 000 злотых в 1750 г. , Андрей и Софья Круковские — также 2 000) в 1750 г. началось строительство каменного костела.
В 1780 году в честь Святого Антония Падуанского здание было освящено епископом Могилевским Станиславом Богуш-Сестренцевичем  .
После восстания 1830 года монастырь был закрыт в 1832 году, а костёл в 1863 году во время восстания Кастуся Калиновского. В 1865 году бывший католический костёл был преобразован в православный храм Александра Невского. Над храмом был надстроены псевдокупол, а над главным фасадом — три «луковичных» купола над главным фасадом. Церковь Александра Невского действовала до 1965 года.

## Текущее состояние
Находится в запущенном состоянии. Крыша полуразрушена. Возможно свободно проникнуть внутрь храма, а также в своды.

Галерея
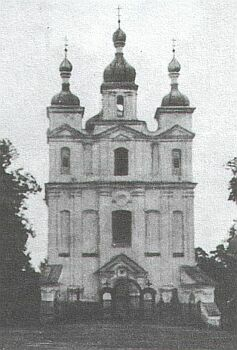
Костёл св. Николая (в то время уже церковь Александра Невского) в 1913 г.
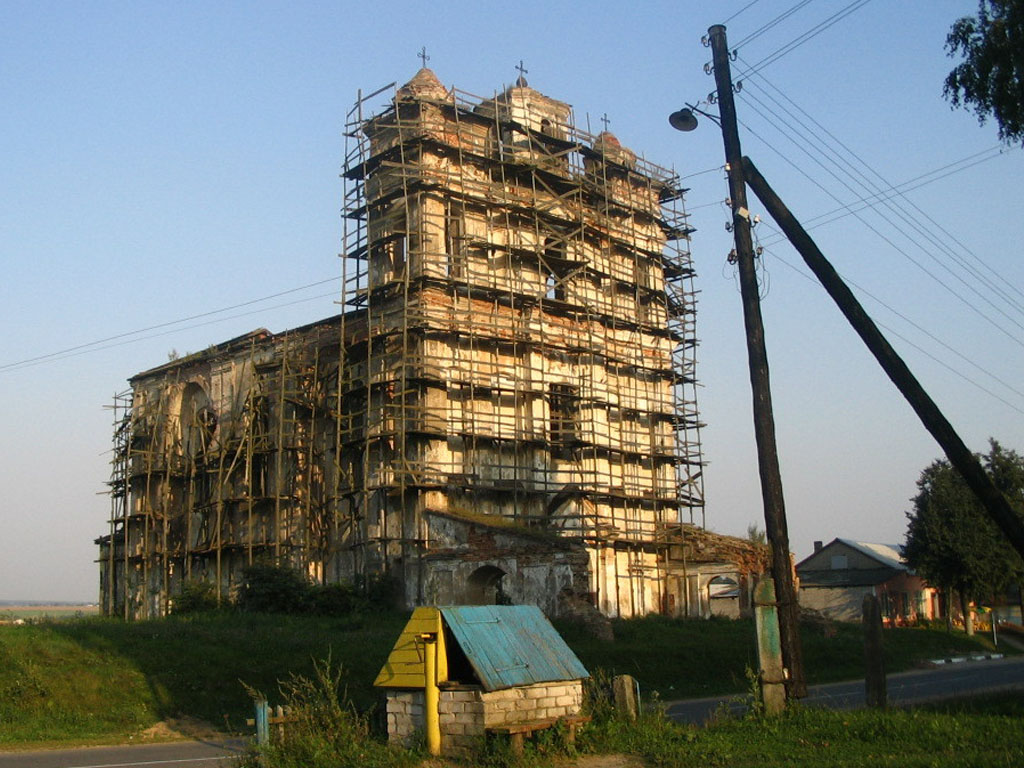
Фото 2005 года. Костёл в лесах.